# Ariton
Ariton är en kommun (town) i Dale County i Alabama. Ariton uppstod efter en sammanslagning av Ariosto och Charleston. Vid 2010 års folkräkning hade Ariton 764 invånare.

## Kända personer från Ariton
- Big Mama Thornton, musiker